# David S. Johnson
David Stifler Johnson (9. prosince 1945 – 8. března 2016) byl americký informatik specializující se na algoritmy a optimalizaci. V letech 1988 až 2013 byl vedoucím oddělení algoritmů a optimalizace laboratoří AT&T, v letech 2014 až 2016 působil jako hostující profesor na Kolumbijské univerzitě. V roce 2010 mu byla udělena Knuthova cena.
Johnson se narodil v roce 1945 ve Washingtonu, D.C. V roce 1967 absolvoval Amherst College s vyznamenáním, v roce 1968 získal titul S.M. na MIT a v roce 1973 doktorát také na MIT. Všechno tři tituly získal v matematice. V roce 1995 byl jmenován členem Association for Computing Machinery a v roce 2016 členem National Academy of Engineering.
S Michaelem Gareyem napsal knihu Computers and Intractability: A Guide to the Theory of NP-Completeness (ISBN 0-7167-1045-5). K 9. březnu 2016 měla tato publikace více než 96000 citací a má h-index 78. Zemřel 8. března 2016, ve věku 70 let.